# Сирири (Сержипи)
Сирири (порт. Siriri)  —  муниципалитет в Бразилии, входит в штат Сержипи. Составная часть мезорегиона Восток штата Сержипи. Входит в экономико-статистический  микрорегион Котингиба. Население составляет 7370 человек на 2006 год. Занимает площадь 167,1 км². Плотность населения — 44,11 чел./км².

## История
Город основан в 1874 году.

## Статистика
- Валовой внутренний продукт на 2004 составляет 91.043,857,00 реалов (данные: Бразильский институт географии и статистики).
- Валовой внутренний продукт на душу населения на 2004 составляет 12.590,77 реалов (данные: Бразильский институт географии и статистики).
- Индекс развития человеческого потенциала на 2000 составляет 0,645 (данные: Программа развития ООН).